# Isole Sangihe
Le Isole Sangihe (anche "Sangir", "Sanghir" o "Sangi"; indonesiano: Kepulauan Sangihe) è un gruppo di isole indonesiane.

## Geografia
L'arcipelago è posizionato nel mar di Celebes, tra la penisola settentrionale dell'isola di Sulawesi e l'estrema parte meridionale dell'isola di Mindanao nelle Filippine.
Amministrativamente è suddiviso in due reggenze. La Reggenza delle Isole Sangihe comprende 105 isole, delle quali solo 26 sono popolate, inclusa l'isola più grande, Sangihe. La Reggenza delle Isole Sitaro comprende invece 47 isole, delle quali solo 10 abitate, ed include la parte meridionale dell'arcipelago con le isole di Siau, Tagulandang, Ruang e Biaro. La maggior parte del territorio è ricoperto da foreste umide tropicali a foglia larga. Sono presenti 3 vulcani attivi, il Gunung Ruang, sull'isola omonima, il Gunung Karangetang sull'isola di Siau e il Gunung Awu sull'isola di Sangihe.
Sono presenti anche due vulcani attivi sottomarini, uno dei quali denominato Submarine 1922, è  stato scoperto nel 1922 in seguito alle investigazioni condotte dopo una lunga serie di terremoti sottomarini iniziati nel 1912 in queste isole.
L'attività principale è la pesca, che rappresenta anche la principale voce di esportazione.